# إتش جوزيف ألين
إتش جوزيف ألين (بالإنجليزية: H. Joseph Allen)‏ هو شخصية أعمال أمريكي، ولد في 19 يوليو 1941 في ذا برونكس في الولايات المتحدة.